# International Damen Grand Prix Leipzig 1994
International Damen Grand Prix Leipzig 1994 — жіночий тенісний турнір, що проходив на закритих кортах з килимовим покриттям Messehalle 7 у Лейпцигу (Німеччина). Належав до турнірів 2-ї категорії в рамках Туру WTA 1994. Турнір відбувся вп'яте і тривав з 26 вересня до 2 жовтня 1994 року. Друга сіяна Яна Новотна здобула титул в одиночному розряді й отримала 80 тис. доларів США.

## Фінальна частина

### Одиночний розряд
Яна Новотна —  Марі П'єрс 7–5, 6–1
- Для Новотної це був 1-й титул в одиночному розряді за сезон і 8-й — за кар'єру.

### Парний розряд
Патті Фендік /  Мередіт Макґрат —  Манон Боллеграф /  Лариса Савченко 6–4, 6–4
- Для Фендік це був 5-й титул в парному розряді за сезон і 25-й — за кар'єру. Для Макґрат це був 7-й титул в парному розряді за сезон і 16-й — за кар'єру.